# Kanton Besançon-1
Der Kanton Besançon-1 ist ein französischer Wahlkreis im Département Doubs in der Region Bourgogne-Franche-Comté. Er umfasst einen Teilbereich der Stadt Besançon und sechs weitere Gemeinden im Arrondissement Besançon. Bei der landesweiten Neuordnung der französischen Kantone wurde er 2015 neu geschaffen mit Besançon als Hauptort (frz.: bureau centralisateur).

## Gemeinden
Der Kanton besteht aus sieben Gemeinden und Gemeindeteilen mit insgesamt 32.876 Einwohnern (Stand: 1. Januar 2022) auf einer Gesamtfläche von 52,28 km²:
| Gemeinde             | Einwohner 1. Januar 2022 | Fläche km² | Dichte Einw./km² | Code INSEE | Postleitzahl |
| -------------------- | ------------------------ | ---------- | ---------------- | ---------- | ------------ |
| Avanne-Aveney        | 2.237                    | 8,62       | 260              | 25036      | 25720        |
| Besançon             | 22.541                   | 10,53      | 2.141            | 25056      | 25000        |
| Chemaudin et Vaux    | 2.114                    | 12,44      | 170              | 25147      | 25320, 25770 |
| Dannemarie-sur-Crète | 1.503                    | 4,06       | 370              | 25195      | 25410        |
| Franois              | 2.250                    | 7,29       | 309              | 25258      | 25770        |
| Grandfontaine        | 1.810                    | 5,68       | 319              | 25287      | 25320        |
| Rancenay             | 421                      | 3,66       | 115              | 25477      | 25320        |
| Kanton Besançon-1    | 32.876                   | 52,28      | 629              | 2504       | –            |

1. ↑   Nur der südwestliche Teil der Gemeinde, der Rest verteilt sich auf die Kantone Besançon-2, Besançon-3, Besançon-4, Besançon-5 und Besançon-6.

## Veränderungen im Gemeindebestand seit der landesweiten Neuordnung der Kantone
2017: Fusion Chemaudin und Vaux-les-Prés → Chemaudin et Vaux

## Politik
| Vertreter im Departementrat | Vertreter im Departementrat     | Vertreter im Departementrat |
| Amtszeit                    | Namen                           | Partei                      |
| --------------------------- | ------------------------------- | --------------------------- |
| 2015–2021                   | Gérard Galliot Myriam Lemercier | PS LREM                     |
| 2021–                       | Monique Bonnet Aly Yugo         | DVG PS                      |